# Chicago Landmark

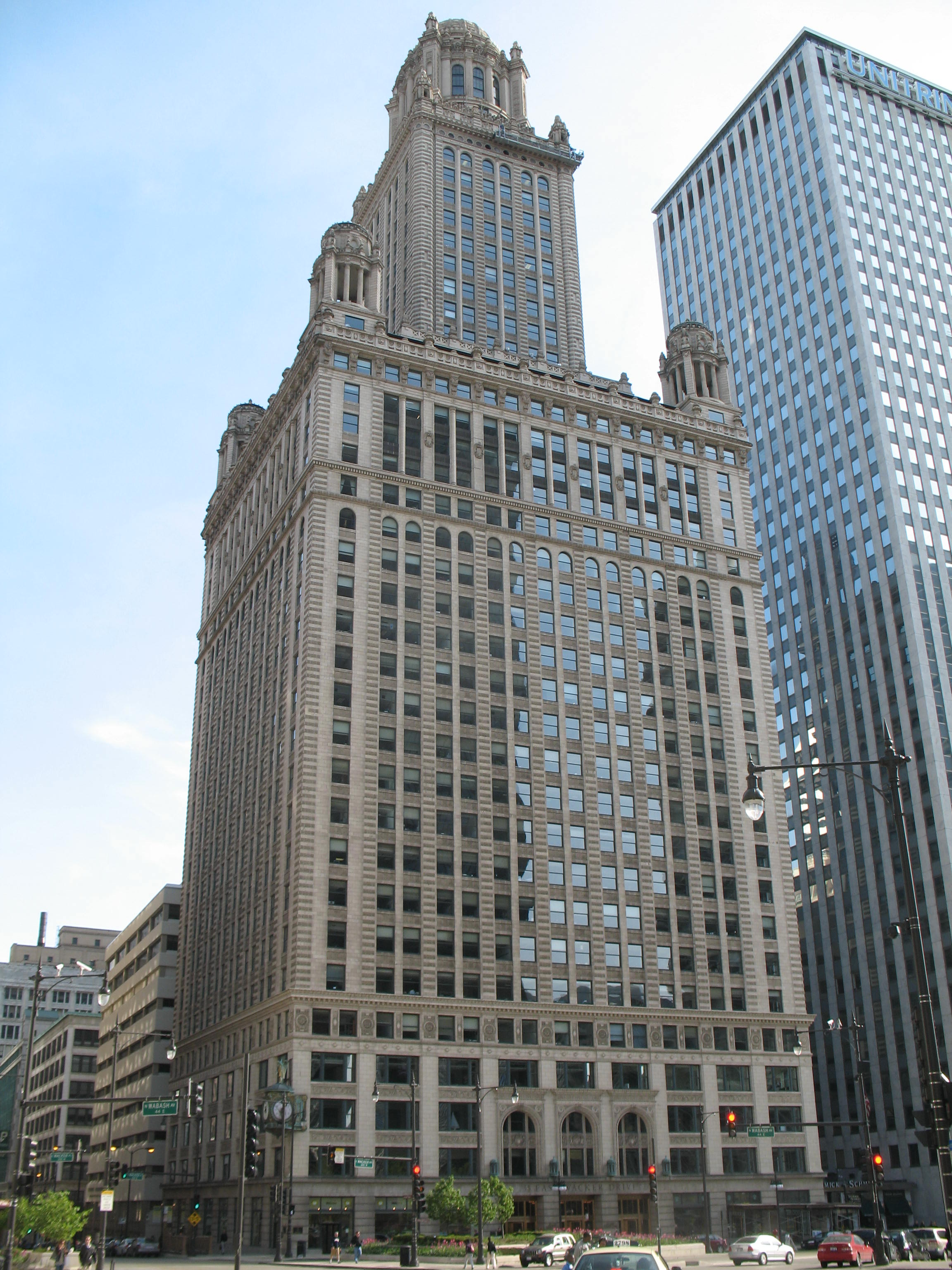
East Wacker

Chicago Landmark is een benaming van de burgemeester van Chicago en de Chicago City Council voor historische gebouwen en plaatsen in Chicago. Eenmaal gekozen valt zo'n gebouw onder de Chicago Landmarks Ordinance, waardoor men voor veranderingen aan het gebouw toestemming moet hebben van de Commission on Chicago Landmarks. De negen leden van de Commission on Chicago Landmarks worden door de burgemeester en de Chicago City Council gekozen. De commissie draagt gebouwen, gebieden en voorwerpen in Chicago voor aan de Chicago City Council om aangewezen te worden als Chicago Landmark.